# Вжоси (Нижньосілезьке воєводство)
Вжоси (пол. Wrzosy) — село в Польщі, у гміні Волув Воловського повіту Нижньосілезького воєводства.
Населення — 111 осіб (2011).

## Демографія
Демографічна структура станом на 31 березня 2011 року:
|          | Загалом | Допрацездатний вік | Працездатний вік | Постпрацездатний вік |
| -------- | ------- | ------------------ | ---------------- | -------------------- |
| Чоловіки | 53      | 8                  | 38               | 7                    |
| Жінки    | 58      | 10                 | 34               | 14                   |
| Разом    | 111     | 18                 | 72               | 21                   |